# Two Black Cadillacs
«Two Black Cadillacs» (англ. Два чорні кадилаки) — третій сингл четвертого студійного альбому американської кантрі-співачки Керрі Андервуд — «Blown Away». В США пісня вийшла 26 листопада 2012. Пісня написана Андервуд, Гілларі Ліндсі та Джошем Кером; спродюсована Марком Брайтом. Прем'єра музичного відео відбулась 23 січня 2013. Сингл посів 4 місце чарту Billboard Hot Country Songs та 41 місце чарту Billboard Hot 100. Сингл отримав платинову сертифікацію від американської компанії RIAA.

## Музичне відео
Відеокліп зрежисовано Пі. Ер. Брауном, спродюсовано Стівом Ламаром. Зйомки проходили в місті Нашвілл штату Тенессі. Для сюжету відеокліпу було взято сценарій книги Стівена Кінга Крістіна. Трейлер було випущено 26 листопада 2012. Прем'єра музичного відео відбулася 23 січня 2013 на Entertainment Tonight та Vevo. Станом на травень 2018 музичне відео мало 31 мільйонів переглядів на відеохостингу YouTube.

## Список пісень
| #  | Назва                 | Тривалість |
| -- | --------------------- | ---------- |
| 1. | «Two Black Cadillacs» | 4:58       |

## Нагороди та номінації

### CMT Music Awards
| Рік  | Номіновано            | Нагорода                 | Результат |
| ---- | --------------------- | ------------------------ | --------- |
| 2013 | «Two Black Cadillacs» | Female Video of the Year | Номінація |

### BMI Country Awards
| Рік  | Номіновано            | Нагорода          | Результат |
| ---- | --------------------- | ----------------- | --------- |
| 2013 | «Two Black Cadillacs» | Songwriting Award | Перемога  |

### ASCAP Country Music Awards
| Рік  | Номіновано            | Нагорода             | Результат |
| ---- | --------------------- | -------------------- | --------- |
| 2013 | «Two Black Cadillacs» | Most Performed Songs | Перемога  |

### American Country Awards
| Рік  | Номіновано            | Нагорода                  | Результат |
| ---- | --------------------- | ------------------------- | --------- |
| 2013 | «Two Black Cadillacs» | Female Single of the Year | Номінація |

### Academy of Country Music Awards
| Рік  | Номіновано            | Нагорода          | Результат |
| ---- | --------------------- | ----------------- | --------- |
| 2014 | «Two Black Cadillacs» | Video of the Year | Номінація |

## Чарти
Тижневі чарти
| Чарт (2012-13)                   | Місце |
| -------------------------------- | ----- |
| Canadian Hot 100                 | 52    |
| Canada Country (Billboard)       | 3     |
| U.S. Billboard Hot 100           | 41    |
| U.S. Billboard Hot Country Songs | 4     |
| U.S. Billboard Country Airplay   | 2     |

Річні чарти
| Чарт (2013)                      | Місце |
| -------------------------------- | ----- |
| U.S. Billboard Hot Country Songs | 29    |
| U.S. Billboard Country Airplay   | 37    |

## Продажі
| Країна     | Сертифікація (таблиця продажів та сертифікатів) | Продажі    |
| ---------- | ----------------------------------------------- | ---------- |
| США (RIAA) | Платина                                         | +1,000,000 |